# Cynthia Plaster Caster
Pour les articles homonymes, voir Albritton.
Cynthia Plaster Caster (en français, « Couleuse-de-plâtre »), pseudonyme de Cynthia Albritton, née le 24 mai 1947 à Chicago et morte le 21 avril 2022 dans la même ville, est une groupie et artiste américaine. Ses moulages en plâtre de pénis en érection de personnalités célèbres ont fait sa renommée.
C'est sur le phallus de musiciens de rock qu'elle fait ses premières armes en 1968, avant d'élargir son champ d'intérêt à l'anatomie d'autres artistes, notamment des cinéastes. En 2017, sa collection comporte une cinquantaine de pièces.
À partir de 2000, elle moule aussi des seins d'artistes féminines.

## Biographie

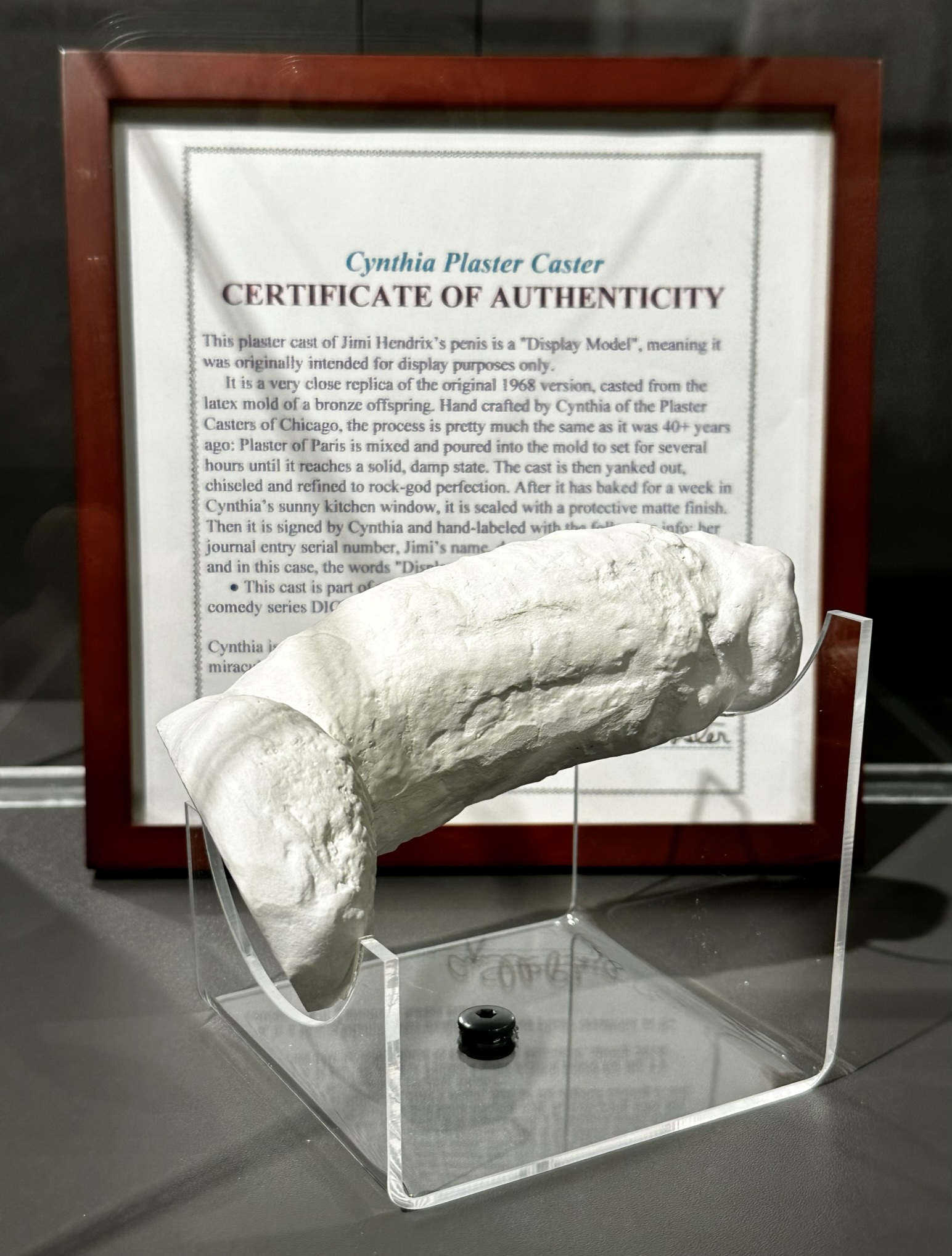
Moulage du pénis de Jimi Hendrix réalisé par Cynthia Plaster Caster.

Cynthia Dorothy Albritton naît le 24 mai 1947, à Chicago, dans l'Illinois ; son père Edward est employé à la poste, sa mère Dorothy, née Wysocki, secrétaire,. À la fin des années 1960, elle se passionne pour l'amour libre et le rock 'n' roll. C'est en classe d'art à l'université que lui vient l'idée d'appliquer à des organes génitaux masculins la technique de moulage à l'alginate, la matière qui sert à réaliser les empreintes dentaires. Après avoir perfectionné sa technique sur des amis, elle propose à l'issue d'un concert au chanteur et au guitariste de Paul Revere and the Raiders d'immortaliser ainsi leurs attributs. Tous deux déclinent, mais l'idée originale de la groupie se propage rapidement dans le milieu : quelques mois plus tard, le 25 février 1968, Jimi Hendrix de passage à Chicago accepte d'être son premier modèle célèbre. Sa « carrière » est lancée . Assistée d'une amie, Poppy Martins, dont le rôle est de contribuer à maintenir le modèle en érection, elle introduit le pénis dans un shaker rempli d'alginate. Une fois la matière polymérisée, il ne reste qu'à y couler du plâtre.
Elle moule les organes génitaux de Jello Biafra (des Dead Kennedys), Chris Connelly (de Ministry) , Wayne Kramer, Anthony Newley, Harvey Mandel, Bob Henrit (des Kinks), Zal Yanovsky (de The Lovin' Spoonful), Aynsley Dunbar (de The Mothers of Invention et Journey), Momus, Keith Moon, etc,. En 2017, sa collection comporte une cinquantaine de pièces.
Sa rencontre avec Frank Zappa constitue un tournant important : si celui-ci ne se laisse pas « mouler », il trouve le concept amusant et artistique et décide de la soutenir. Il l'installe à Los Angeles et décide avec elle de constituer une collection destinée à une future exposition. Mais un différend naît entre Cynthia Albritton et l'associé de Zappa, Herb Cohen, qui conserve les pièces chez lui. Ce n'est qu'après un procès en 1993 que l'artiste pourra récupérer ses œuvres,,. Leur première exposition ne verra le jour qu'en 2000, à SoHo à New York, puis au MoMa PS1 dans le Queens. Depuis, elle vend des copies en plâtre au public,.
Elle diversifie sa production en réalisant entre 2000 et 2013 des moulages de seins féminins,,, notamment ceux de Suzi Gardner, Lætitia Sadier, Peaches, Karen O.
En 2010, elle se présente sans succès aux élections municipales à Chicago.
Elle meurt dans cette même ville le 21 avril 2022 à l'âge de 74 ans, après « une longue maladie », d'un accident vasculaire cérébral. Elle n'a pas de descendance.

## Postérité et hommages
En 2001 le film documentaire Plaster Caster lui est consacré. Elle contribue aussi au documentaire de la BBC My Penis and I (2005), réalisé par le cinéaste britannique Lawrence Barraclough à propos de l'anxiété que lui cause son pénis de 9 cm en érection. Elle a été une source d'inspiration pour les réalisateurs de la série télévisée américaine Good Girls Revolt, des films Sex fans des sixties (2002) et Drive-Away Dolls (2024) — le personnage joué par Miley Cyrus,.
Cynthia Plaster Caster a inspiré au moins deux chansons : Five Short Minutes de Jim Croce et Plaster Caster de Kiss :
« The plaster's gettin' harder
And my love is perfection
A token of my love
For her collection »
Elle est mentionnée dans la chanson de Momus The Penis Song et sur Nanny Nanny Boo Boo  de Le Tigre. En 1969, Pamela Des Barres enregistre une conversation téléphonique avec Cynthia sur l'album des GTOs Permanent Damage.